# Tahir Musa Ceylan

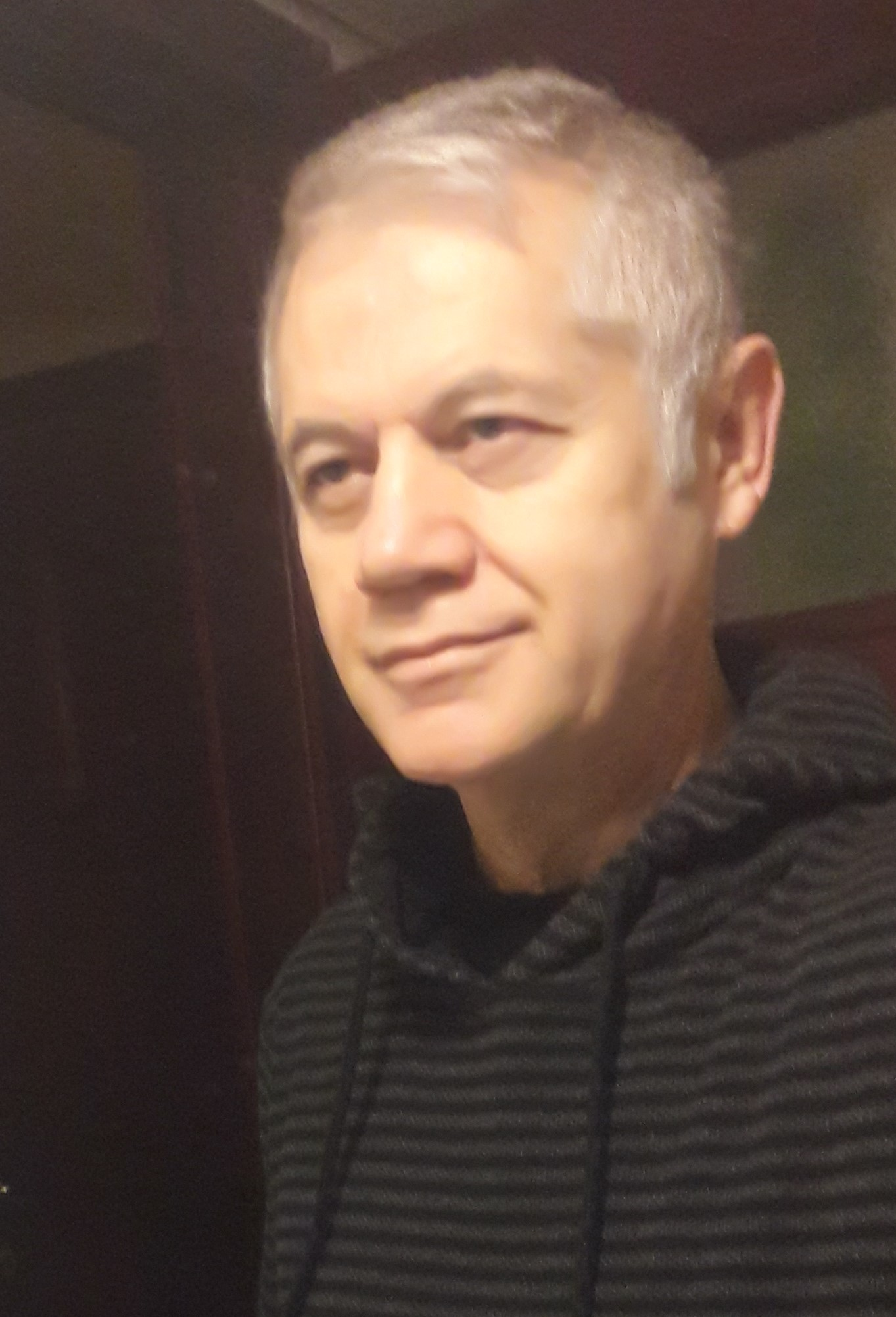
Tahir Musa Ceylan (2020)

Tahir Musa Ceylan (* 1956 in Çanakkale) ist ein türkischer Dichter, Autor und Philosoph.

## Leben und Karriere
Obwohl er in der ersten Periode seines Kunstlebens Photoausstellungen eröffnet hatte, wurde er erst bekannt durch seine Artikel über die Geschichte und Ästhetik der Photographie. 1988 wurde sein erstes Buch Experimente über die Photographie, Aesthetik und der Schein publiziert. In den Zeitschriften Sanat Olayı (Kunstereignis), Hürriyet (Freiheit),
Gösteri (die Schau), Düşün (der Gedanke), Edebiyat ve Eleştiri (Literatur und Kritik), Ünlem (Interjektion), İle (Mit), Akatalpa, Hayal (Traumbild) wurden seine Gedichte veröffentlicht. Im Jahre 1988 wurde das erste Buch des Werkes Gedicht der Depression gedruckt. In den 90er Jahren hat er mit Freunden die Literaturzeitschrift In Vivo vorbereitet und die Kulturseiten des Ärztekammer-Bulletins zusammengestellt. In seinem ersten im Jahre 2005 veröffentlichten Roman geht es um das seelische Leben eines jungen Erwachsenen, der zum Studium nach Ankara kommt und einen kulturellen Schock und Gefühlstraumata erlebt. Im 2008 publizierten Buch Frauen am Kastanien-Hang wird die Geschichte des Kampfes einer Frau im imaginären Dorf Mavruz am Ende des 19. Jahrhunderts und Beginn des 20. Jahrhunderts erzählt.
Zu Teilen dieses Romans wurde er von den Ereignissen im Dorf Nevruz inspiriert, wo der Schreiber aufgewachsen ist. Im dritten Buch Ceylans Lieben Des Halben Mannesvon 2009, das in der Gegenwart spielt, macht er die Beziehungen eines akademischen Charakters gegen Ende des mittleren Lebensalters zum anderen Geschlecht zum Thema.
Seit über 20 Jahren werden seine Versuche mit neurophilosophischem und psycho-philosophischem Inhalt in der Zeitschrift Wissenschaft und Technologie publiziert.

## Werke
- Fotoğraf Estetik ve Görüntü üzerine Denemeler. 1988.
- Aylak Bilgi. 2002.
- Depresyonun Şiiri. 2004.
- Aylak Bilgi. 2005, ISBN 975-6410-62-0.
- İçi Yoksul. 2005, ISBN 975-9174-13-8.
- Aylak Yazılar. 2006, ISBN 975-8845-01-2.
- Aylak Düşünceler. 2007, ISBN 978-9944-338-56-1.
- Kestane Kıranında Kadınlar. 2008, ISBN 978-975-8859-81-8.
- Yarım Adamın Aşkları. 2009, ISBN 978-605424409-6.
- Elli Yıl Sonra Kül. 2010, ISBN 978-605424411-9.
- Aylak Fikirler. 2010, ISBN 978-605416808-8.
- Bir Zamanlar Bakırköy. 2011, ISBN 978-975-539-643-9.